# Abasse Ndione
Abasse Ndione (Bargny,16 de dezembro de 1946 – 25 de janeiro de 2024) foi um escritor e enfermeiro senegalês.

## Vida
Ndione nasceu em 16 de dezembro de 1946 na aldeia de Bargny, perto de Dakar, filho de um comerciante. Ele frequentou a escola Corânica nos primeiros anos, mas, por pressão do pai, ele e o irmão se transferiram para uma escola com ensino francês. Depois estudou enfermagem e conseguiu seu primeiro emprego, em 1966, mantendo-se nessa profissão até sua aposentadoria. Em 1968 se casou com Meriem, uma professora; eles tiveram sete filhos. 
Ndione morava em Rufisque, uma vila de pescadores a cerca de 20 quilômetros de Dakar. O New African escreveu sobre ele: "Seria seguro apostar que Abasse Ndione não ganhou mais do que uma ninharia de qualquer editor. Então ele ganhou a vida trabalhando em tempo integral como enfermeiro de hospital."

## Obras
Demorou oito anos para que o primeiro romance de Ndione, La Vie en spirale, fosse lançado no Senegal. A obra discute o uso e o tráfico de "yamba" (maconha) por jovens desempregados, policiais e brancos no Senegal, inserindo a droga como metáfora social. A repercussão do livro chamou a atenção da editora parisiense Éditions Gallimard, que o publicou na França em 1998. Depois disso foi incorporado ao ensino escolar no Senegal.
O romance Ramata (2000) também foi traduzido para o espanhol. A obra conta a história de uma bela e rica senegalesa que, aos 50 anos, descobre os prazeres da vida nos braços de um bandido 25 anos mais jovem, fazendo com que sua vida se desfaça. Ramata foi a adaptado para filme em 2007, e dirigido por Léandre-Alain Baker. A modelo Katoucha Niane interpreta a personagem principal.
A última obra de Ndione, o romance Mbëke mi, descreve a emigração de jovens senegaleses em pirogas tentando chegar às Ilhas Canárias e à Europa. Seus romances mostram que Ndione pensa primeiro em wolof e depois transcreve para o francês.

## Morte
Ndione morreu no dia 25 de janeiro de 2024, aos 77 anos.